# Aeroportul Robert F. Swinnie
Aeroportul Robert F. Swinnie (IATA: ADR, ICAO: KPHH, FAA LID: PHH) este un aeroport din Carolina de Sud, Statele Unite ale Americii.
Situat la o altitudine de 8 m, aeroportul dispune de 1 pistă.

## Infrastructură

### Piste
Aeroportul dispune de o singură pistă. Pista 18/36 are suprafața de asfalt și dimensiunile 3.001 picioare × 60 picioare. 